# Lycoperdininae
Lycoperdininae Redtenbacher, 1844, è una sottofamiglia di Insetti dell'ordine dei Coleotteri (sottordine Polyphaga, famiglia Endomychidae). Sono diffusi nella Regione Paleartica e in quella Neartica, associati a funghi o a materiale organico in decomposizione per il loro regime dietetico micetofago.

## Sistematica
In Europa sono presenti i seguenti generi:
- Acylopus
- Dapsa
- Hylaia
- Lycoperdina
- Mycetina
- Polymus